# Weihersmühle (Großhabersdorf)
Weihersmühle (fränkisch: Waieas-miel) ist ein Gemeindeteil der Gemeinde Großhabersdorf im Landkreis Fürth (Mittelfranken, Bayern). Weihersmühle liegt in der Gemarkung Großhabersdorf.

## Geographie
Der Weiler liegt am Weihersmühlbach, einem rechten Zufluss der Bibert, und am Weihersmühler Graben, der beim Ort als linker Zufluss in den Weihersmühlbach mündet. 0,5 km nordöstlich des Ortes befindet sich das Flurgebiet Reut mit den Stöckaweihern. Weihersmühle liegt an der Staatsstraße 2410, die nach Bürglein (1,1 km südöstlich) bzw. zur Staatsstraße 2246 bei Schwaighausen führt (1,3 km nordwestlich).

## Geschichte
Der Ort wurde 1402 im Salbuch des Klosters Heilsbronn als „Weirsmuͤl“ erstmals urkundlich erwähnt. Der Ortsname bezieht sich auf in der Nähe gelegene Weiher.
Laut dem 16-Punkte-Bericht des Klosteramts Heilsbronn aus dem Jahr 1608 hatte die Weihersmühle das Klosterverwalteramt Heilsbronn als Grundherrn. Im Dreißigjährigen Krieg brannte die Mühle mit der Scheune ab.
Gegen Ende des 18. Jahrhunderts gab es in Weihersmühle zwei Anwesen (eine Mühle, eine Ziegelhütte). Das Hochgericht übte das brandenburg-bayreuthische Stadtvogteiamt Markt Erlbach aus. Es hatte ggf. an das brandenburg-ansbachische Richteramt Roßtal auszuliefern. Beide Anwesen hatten das brandenburg-bayreuthische Kastenamt Bonnhof als Grundherrn.
Von 1797 bis 1808 unterstand der Ort dem Justiz- und Kammeramt Cadolzburg. Im Rahmen des Gemeindeedikts wurde Weihersmühle dem 1808 gebildeten Steuerdistrikt Großhabersdorf und der im selben Jahr gegründeten Ruralgemeinde Großhabersdorf zugeordnet.
1820 entstand bei der Weihersmühle eine Tabakfabrik.
Heute wird das Anwesen als Fachklinik Weihersmühle genutzt, in der junge, suchtkranke Männer (18–40 Jahre) Therapie erhalten. Träger der Klinik ist der Katholische Männerfürsorgeverein München, der Mitglied im Deutschen Caritasverband ist.

### Baudenkmal
- Haus Nr. 1: ehemalige Mühle mit Scheune und Toreinfahrt[13]

### Einwohnerentwicklung
| Jahr      | 001818 | 001840 | 001861 | 001871 | 001885 | 001900 | 001925 | 001950 | 001961 | 001970 | 001987 |
| Einwohner | 25     | 25     | 12     | 13     | 20     | 14     | 14     | 27     | 12     | 4      | *19    |
| Häuser    | 4      | 3      |        |        | 4      | 3      | 2      | 1      | 3      |        | *3     |
| Quelle    | [ 15 ] | [ 16 ] | [ 17 ] | [ 18 ] | [ 19 ] | [ 20 ] | [ 21 ] | [ 22 ] | [ 23 ] | [ 24 ] | [ 1 ]  |

## Religion
Der Ort ist seit der Reformation evangelisch-lutherisch geprägt und bis heute nach St. Johannes (Bürglein) gepfarrt. Die Einwohner römisch-katholischer Konfession sind nach St. Walburga (Großhabersdorf) gepfarrt.